# Rodrigo Ponce de León (1602-1658)
Rodrigo Ponce de León y Álvarez de Toledo (2 de febrero de 1602-Marchena, 1658), hombre de estado español, virrey de Valencia y virrey de Nápoles. Fue IV duque de Arcos, VI marqués de Zahara, IV conde de Casares, V conde de Bailén,  XI señor de Marchena y IX señor de Villagarcía.

## Biografía
Era hijo de Luis Ponce de León y Zúñiga (1573-1605), V marqués de Zahara, hijo a su vez de Rodrigo Ponce de León y Figueroa, IV marqués de Zahara, III conde de Casares y IV conde de Bailén, y de su primera esposa, Teresa de Zúñiga y Mendoza y de Victoria de Álvarez de Toledo y Colonna.
Casó con Ana Francisca de Aragón y Córdoba,  hija de Enrique de Aragón, duque de Segorbe, con quien tuvo seis hijos.  Entre 1642 y 1645 ocupó el puesto de virrey de Valencia, y en 1646 fue nombrado virrey de Nápoles tras la dimisión de Juan Alfonso Enríquez de Cabrera.
En el desempeño de sus funciones debió hacer frente a la rebelión encabezada por Masaniello y a la instauración de la república napolitana, en la que los alzados obligaron al virrey a retirarse al Castel dell'Ovo, poniendo precio a su cabeza. Incapaz de contener los tumultos, presentó su renuncia y salió de Nápoles el 26 de enero de 1648.